# Guldmakrill
Guldmakrill (Coryphaena hippurus) är en fisk som tillhör familjen guldmakrillfiskar.

## Beskrivning
Ryggen är metallglänsande blågrön, sidorna blekt guldfärgade med en längsrad med svarta till guldglänsande prickar. Undersidan är blekgul. Den svarta ryggfenan har 58 till 66 mjukstrålar, analfenan, som även den är svart, har 25 till 31. Övriga fenor är bleka till silverfärgade. Ryggfenan är mycket lång och når nästan längs hela ryggen. Ingen av fenorna har några taggstrålar. Guldmakrillen kan bli 2,1 meter lång och väga upp till 40 kg, även om den vanligen håller sig kring 1 meters längd. Den vuxna hanen har en kraftig benpuckel i pannan.

## Utbredning
Arten förekommer i tropiska och tempererade vatten världen över, även om den föredrar hav med en vattentemperatur mellan 21 och 30°C. Den finns i Atlanten, Medelhavet, Stilla havet och Indiska oceanen.

## Ekologi
Guldmakrillen är en stimfisk som lever både i öppet hav och kustnära vatten. Födan består av mindre, pelagiska fiskar som bland annat unga tonfiskar och taggmakriller, zooplankton, kräftdjur och bläckfisk. Arten är mycket snabb, och kan nå en toppfart av 90 km i timmen. Fisken attraheras av flytande föremål, troligtvis för att deras byten gömmer sig under dem.
Själv utgör arten byte för större tonfiskar, svärdfisk, segelfiskar, spjutfiskar och marina däggdjur.

### Fortplantning
Arten är en snabbväxande fisk med en kort livslängd (4 till 5 år) som blir könsmogen vid 4 till 5 månaders ålder, 3 för fångna individer. Arten leker i öppet vatten. Under lektiden leker fiskarna var andra till var tredje dag; det har uppskattats att varje par ger ifrån sig mellan 33 000 och 66 000 ägg varje gång. Ägg och yngel är pelagiska.

## Ekonomisk betydelse
Arten är högt rankad som matfisk och fiskas med långrev, trål och även med drivgarn. Fiskens attraktion till flytande föremål som korkskivor och flytande bambubälten används för att koncentrera stimmen inför fisket. Den är även en populär sportfisk.

## Hotstatus
Guldmakrillen är klassificerad som livskraftig (LC) av IUCN, och inga hot är registrerade. IUCN har dock uttryckt farhågor för överfiske.